# Quintus Fulvius Lippinus
Quintus Fulvius Lippinus, kortweg Fulvius Lippinus, en ook wel bekend als Fulvius Hirpinus, was een ondernemende Romeinse landheer uit de eerste eeuw voor Christus. Hij leefde in de Romeinse regio van Tarquinia, het Italiaanse Toscane van nu. Zijn diverse ondernemingen zijn beschreven in de Rerum rusticarum libri III van Marcus Terentius Varro, en een kleine eeuw later in Naturalis Historia van Plinius de Oudere.

## Wildveeteelt

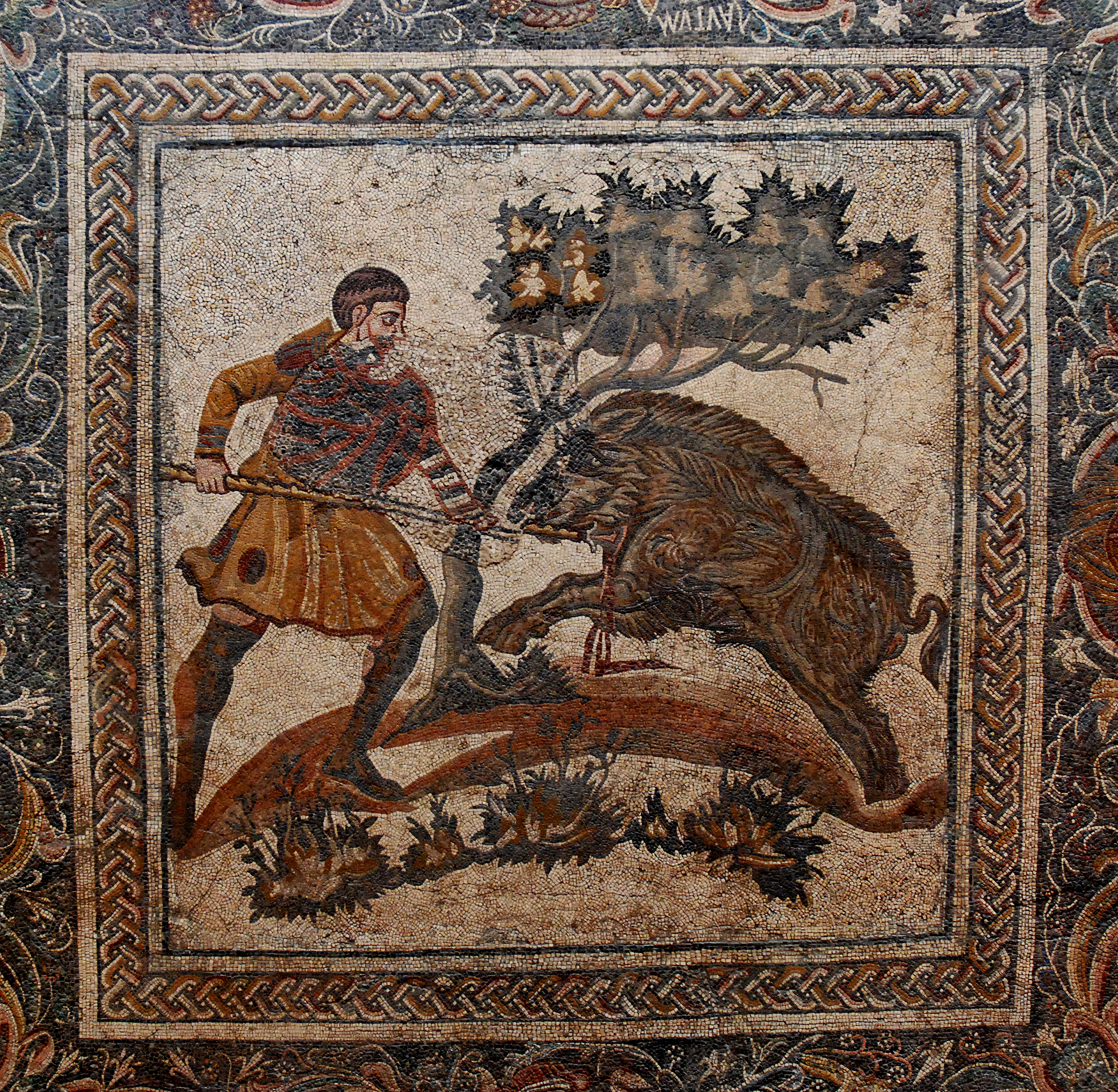
Een vloermozaïek in een Romeinse villa waar een wilde zwijnenjacht is verbeeld.

Fulvius Lippinus bezat een domein van veertig jugera in de nabijheid van Tarquinia, een groot domein in Statona, en enkele domeinen elders. Op deze domeinen hield hij hazen, herten, wilde schapen, wilde varkens, wilde zwijnen en ander wild.
Lippinus was de eerste Romein die dergelijke wildparken creëerde voor de fok, en mogelijk jacht. Dit initiatief was mogelijk geboren in reactie op het aan banden leggen van de jacht, een populaire tijdverdrijf onder de Romeinen. De Romeinse overheid deelde namelijk het land op, waardoor jachtgebieden slonken en de legislatuur genoopt was beperkingen op de jacht in publieke gebieden in te voeren.

## Relmuizenkweek
Op zijn boerderijen hield Lippinus zich ook bezig met het cultiveren van kleiner gedierte. Zodoende was hij volgens Ludovicus Nonnius en Plinius de oudere tevens de uitvinder van de glirarium, een hok waarin relmuizen werden vetgemest. Hoewel Lippinus vast de glirarium gebruikt heeft, kon hij er echter niet de uitvinder van zijn, aangezien de gligaria al eeuwen vóór hem gebruikt werden. Het is waarschijnlijker dat hij als een van de eersten speciaal ingerichte parken exploiteerde voor grootschalige kweek van deze muis, welke hij dan aan de consument verkocht voor finale vetmesting thuis.

## Slakkenkweek
De meeste roem vergaarde Lippinus echter met het houden en kweken van slakken. Daarvoor bouwde hij op zijn boerderij in Tarquinia de eerste parken, kort voordat de burgeroorlog tussen Pompeius en Cæsar uitbrak. Met de bouw en exploitatie van deze zogenaamde cochlearia was Fulvius Lippinus de eerste (gedocumenteerde) slakkenboer in de geschiedenis. De cochlearia waren uitgedokterde parken omringd met een waterkanaal, opdat de aldaar geparkeerde slakken niet zouden ontsnappen. Deze parken waren voorzien van een irrigatiesysteem dat de voorloper was van het huidige landbouwsprinklersysteem: waterpijpen werden met een roosvormige kop op zo'n manier tegen een oppervlak geplaatst dat het water in een fijne nevel uiteenspatte en zodoende de slakken de benodigde vochtigheid bezorgden. Lippinus had een apart park voor elke slakkensoort, die elk om haar specifieke kwaliteiten op de markt werd gebracht. Zo had hij kleine witte slakken van nabij Reate, grote slakken uit Illyricum, middelgrote slakken uit Afrika, en bijzonder grote slakken, eveneens uit Afrika, de zogenaamde Solitannae, die zich uitstekend zouden vermenigvuldigen.

### Bereiding van escargot
Lippinus voerde de slakken met een eigen ontwikkelde formule gebaseerd op wijngist, meel en kruiden, waaronder laurier. De slakken zouden erg goed gedijen op dit dieet. Plinius de Oudere suggereerde dat sommige slakken er zo groot van werden dat hun huisjes wel 80 kwadranten konden bevatten.
Hij bracht met zijn innovatieve ideeën voor de kook van slakken ook de Romeinse gastronomie op een hoger plan: ter voorbereiding zou hij de slakken eerst enkele dagen met melk, zout, en brood in een kruik met luchtgaten opsluiten, waarbij de melk dagelijks werd verschoond en ververst. Zodra de slakken zover waren opgezwollen dat ze zich niet meer in hun huisje konden terugtrekken, werden ze in de olie gebakken of op het vuur gegrild, en met kruiden en sausjes opgediend.

### Slakkenhandel

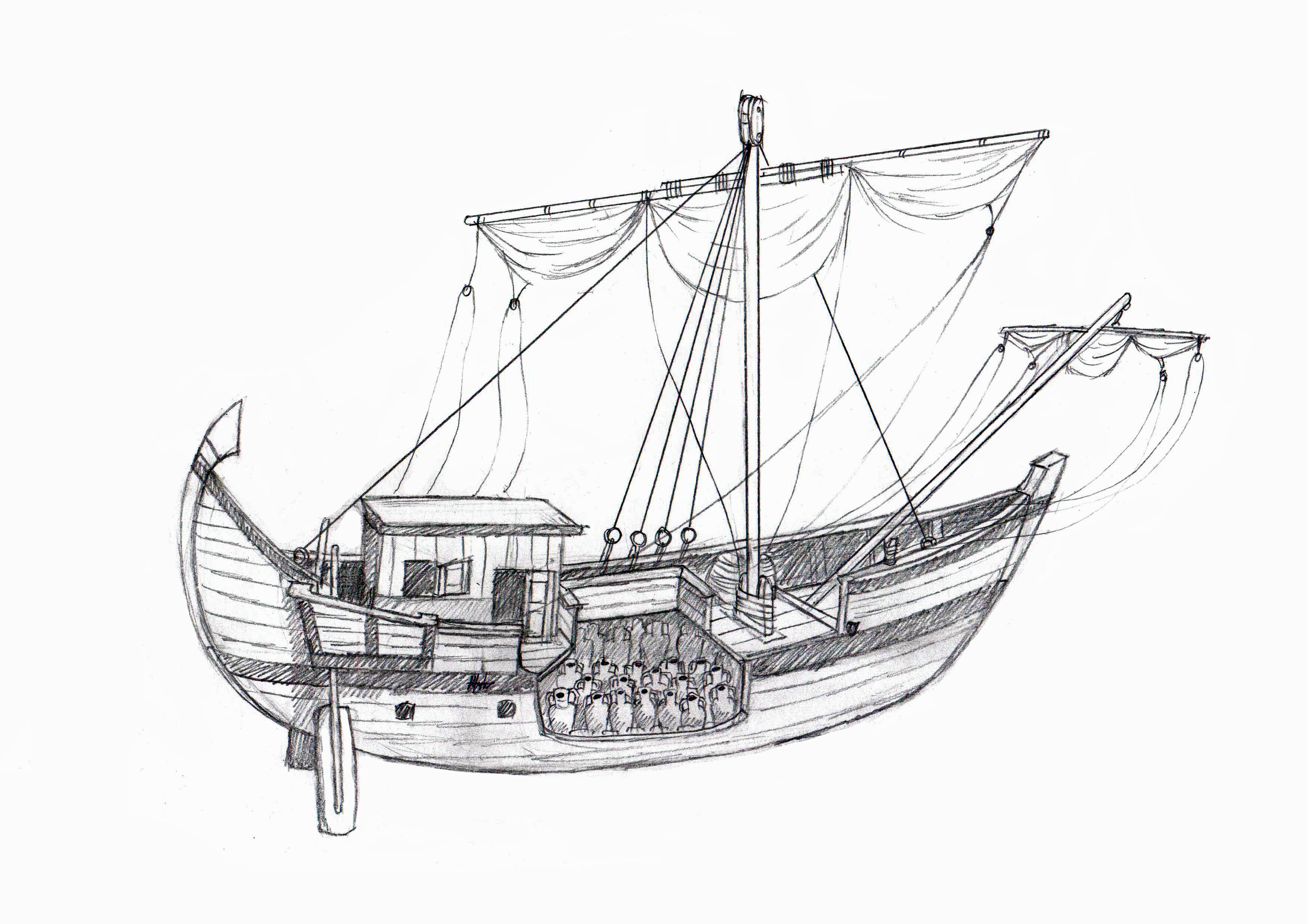
De corbita, een typische Romeinse cargoschip, dat mogelijk gebruikt werd door Lippinus voor het vervoer van zijn slakken.

Het consumeren van escargot zou aanvankelijk slechts populair onder de rijke Romeinen zijn. Maar Lippinus' methodes waren zo succesvol dat hij op den duur zijn slakken uit alle windstreken moest invoeren om aan de groeiende vraag uit Rome te kunnen voldoen. Hij moet een echte ondernemer zijn geweest, want hij zette daartoe zelfs een veerdienst op om met regelmaat vanuit Sardinië, Sicilië, Capri, en de Spaanse en Noord-Afrikaanse kusten te kunnen leveren. Hij was dermate succesvol in zijn ondernemingen dat anderen, waaronder de bekende Romeinen Lucius Lucullus en Quintus Hortensius, zijn voorbeeld zouden volgen.

### Popularisering van escargot
Het idee van verse slakken sloeg blijkbaar aan, want vele Romeinse burgers begonnen thuis slakken te kweken en de cochlerium werd een familiair beeld, niet alleen in Rome, maar in het hele Romeinse rijk: escargot had rond de start van de jaartelling definitief zijn plek gevonden in de oud-Romeinse keuken. Zo vergastte Plinius de Jongere zijn bezoekers aan huis met een exclusief menu samengesteld uit "een blaadje sla, drie slakken, twee eieren, spelt gemengd met honing, en sneeuw", waarbij voor de bereiding van de slakken een recept van Lippinus gevolgd zou zijn. Zijn recepten vonden zelfs hun weerklank in De re coquinaria, het kookboek van Marcus Gavius Apicius, dat in de loop van de eerste eeuw gepubliceerd werd.